# Finn Ole Becker
Finn Ole Becker (Elmshorn, 8 giugno 2000) è un calciatore tedesco, centrocampista dell'Hoffenheim.

## Carriera

### Club
Becker ha iniziato a giocare nelle giovanili dell'Holsatia Elmshorn, prima di entrare a far parte del settore giovanile del St. Pauli nel 2011. Il 19 ottobre 2019, Becker ha esteso il suo contratto con il club fino al 2022.
Debutta con il club il 14 aprile 2019, nell'incontro pareggiato per 1-1 contro l'Arminia Bielefeld, valido per il campionato della seconda divisione tedesca. È subentrato a partita in corso al posto di Ryō Miyaichi.

### Nazionale
Ha giocato nelle nazionali giovanili tedesche Under-18, Under-19, Under-20 ed Under-21.